# 赤穂城断絶
『赤穂城断絶』 （あこうじょうだんぜつ、The Fall of Ako Castle or Swords of Vengeance ） は、1978年公開の日本映画。監督：深作欣二、配給：東映。カラー、シネマスコープ、160分。
オールスターキャストによる「忠臣蔵」の25回目の映画化作品である。昭和53年度文化庁芸術祭参加作品。
大石内蔵助を演じた萬屋錦之介は、翌年の1979年にテレビ朝日系列で放送された連続テレビ時代劇『赤穂浪士』でも、同じ内蔵助役で主演している。

## 出演
オープニングクレジット順。単独表示はそのまま箇条書きし、連名表示は枠ごとに段組みしている。
- 大石内蔵助：萬屋錦之介
- 不破数右衛門：千葉真一
- 多門伝八郎：松方弘樹
- 浅野内匠頭：西郷輝彦
- 小林平八郎：渡瀬恒彦
- 橋本平左衛門：近藤正臣
- 橋本はつ：原田美枝子

- 間十次郎：森田健作
- 上杉綱憲：田村亮

- 大石主税：島英津夫
- 伊達左京亮：中村光輝
- 矢頭右衛門七：佐藤佑介

- 岡島八十右衛門：藤巻潤
- 堀部安兵衛：峰岸徹
- 大高しの：橘麻紀
- お仙：夏樹陽子
- 片岡源五右衛門：和崎俊哉
- 萱野三平：宮内洋
- 大高源五：寺田農

- 井上大和守：林彰太郎
- 庄田下総守：中村錦司
- 奥野将監：河合絃司
- 久留十左衛門：大木晤郎
- 岡野又右衛門：有川正治
- 奥田孫太夫：秋山勝俊
- 大石瀬左衛門：唐沢民賢
- 三崎道億：岩尾正隆

- 岡野金右衛門：成瀬正
- 間新六：下塚誠
- 神崎与五郎：高月忠
- 武林唯七：畑中猛重
- 赤埴源蔵：志茂山高也
- 三村次郎左衛門：寺内文夫
- 杉野十平次：藤沢徹夫
- 近松勘六：野口貴史

- 五十嵐義弘
- 鈴木康弘
- 遊び人：蓑和田良太
- 山吉新八郎：白川浩二郎
- 目付：五味竜太郎
- 安場一平：国一太郎
- 内田孫右衛門：阿波地大輔
- 中村弥太之丞：高並功

- 遊び人：西田良
- 矢村一真：笹木俊志
- 徳田政右衛門：木谷邦臣
- 天野定之丞：波多野博
- 清水一学：壬生新太郎
- 早水藤左衛門：峰蘭太郎
- 大須賀治郎右衛門：原田君事
- 浅野大学：西田健

- 密偵：福本清三
- 田村家家臣：宮城幸生
- 有島淳平
- 池田謙治
- 勝田新左衛門：森山秀幸
- 大野群右衛門：司裕介
- 密偵：細川純一
- 侍：白井滋郎

- 牧野春斉：勝野賢三
- 西山清孝
- 大久保権右衛門：和田昌也
- 吉良家中間：大矢敬典
- 侍：矢部義章
- 関久和：島田秀雄
- 山田良樹
- 土屋家用人：森源太郎
- 柳沢家用人：疋田泰盛

- 大野佐和：星野美恵子
- 間喜兵衛の妻：岡島艶子
- 線香屋の老婆：和歌林三津江
- 大高貞：大江光
- 吉良家奥女中：桂登志子
- 八助：浪花五郎
- 秋元但馬守：中栄数夫
- 稲葉丹後守：林三郎
- 脇坂淡路守：那須伸太朗

- 吉良家奥女中：丸平峯子
- 浮橋の部屋子：島田歌穂
- 大石吉千代：鵜川貴範
- 大石くう：浅川かがり
- 平吾：福井啓介
- 大高源一郎：小南文孝
- 浮橋の部屋子：長谷川容子
- 花柳陽要
- 大野群右衛門の妻：西田治子

- ノンクレジット
  - 戸山源五兵衛：渥美国泰
  - 内川孫右衛門：香川良介
  - 小堀源次郎：平川正雄
  - 近藤平八郎：大月正太郎[注釈 2]
  - 田村右京大夫[注釈 3]：丘路千

- 土屋相模守：御木本伸介
- 鳥居利右衛門：曽根晴美
- 間喜兵衛：永井秀明
- 岡林杢之助：田島義文
- 四方庵の客：伊沢一郎
- 戸田源五兵衛：内田稔
- 島喜兵衛：汐路章
- 宝井其角：梅津栄

- 戸田局：中原早苗
- 上田主水：青木義朗
- 徳川綱吉：茂山千五郎
- 梶川与惣兵衛：天津敏
- 井関徳兵衛：織本順吉
- ナレーター：鈴木瑞穂

◇
- 柳沢吉保：丹波哲郎

◇
- 荒木十左衛門：若林豪
- 浮橋：江波杏子

- 加藤越中守：成田三樹夫
- 堀部弥兵衛：加藤嘉
- 吉田忠左衛門：遠藤太津朗
- 原惣右衛門：安井昌二
- 山田宗徧：大滝秀治

- 大野九郎兵衛：藤岡琢也
- 吉良上野介：金子信雄

- 色部図書：芦田伸介
- 瑤泉院：三田佳子
- りく：岡田茉莉子
- 土屋主税：三船敏郎

## スタッフ
- 監督：深作欣二
- 製作：東映株式会社、東映太秦映画村

- 企画：高岩淡、日下部五朗、本田達男、三村敬三
- 原作・脚本：高田宏治
- 撮影監督：宮島義勇
- 撮影：仲沢半次郎
- 美術：井川徳道
- 照明：中山治雄
- 録音：荒川輝彦
- 編集：市田勇
- 音楽：津島利章

- 助監督：藤原敏之
- 記録：田中美佐江
- 装置：三浦公久
- 装飾：柴田澄臣
- 背景：西村三郎
- スチール：中山健司
- 衣裳：森護
- 美粧：鳥居清一
- 結髪：白鳥里子
- 擬斗：上野隆三
- 和楽：中本敏生
- 演技事務：森村英次
- 宣伝相当：佐々木嗣郎、田中憲吾
- 舞踊振付：藤間勘五郎
- 進行主任：山本吉応
- 協力：東映俳優センター

## 製作

### 企画
1978年1月に公開された萬屋錦之介主演・深作欣二監督の時代劇映画『柳生一族の陰謀』の大ヒットを受け、東映社長の岡田茂は、錦之介を主役にした映画をもう1本、「忠臣蔵」を題材に製作するよう深作に指示した。深作は従来通りの忠臣蔵か、実録調か、などと検討し、さらに脚本の高田宏治に「なんなら討ち入りもいらない。支度するシーンで終わってもいいじゃないか」と伝え、討ち入りよりも大石と吉良のスパイ合戦をメインに据えるという案も出した。参考試写で戦前の『元禄忠臣蔵』を観た深作は、脱落していく浪士たちの物語に感銘を受け、これも盛り込もうとしたので、主人公の大石内蔵助の存在はどんどん希薄なものになっていった。
また、深作と岡田は吉良上野介の視点からの忠臣蔵を描こうとし、当初は吉良を錦之介、大石を金子信雄という、公開時とは逆の配役を計画していた。しかし東映京都撮影所で育ってきた錦之介にとって大石役は、これまで片岡千恵蔵、市川右太衛門ら「御大」たちの演じてきた「役者の本懐」であり、この計画を受け入れず、歌舞伎関係の周囲にも吉良役を反対され、従来通りの忠臣蔵を要望し、堂々たる大石像を演じさせるよう深作に求めた。また、錦之介はクランクイン前にカメラマンの交代も求めている。

### 撮影
深作と錦之介は、『柳生一族の陰謀』でも撮影時に対立しており（ ⇒ 柳生一族の陰謀#撮影）、本作クランクイン後も、決して折り合うことはなかった。深作は岡田へ降板を申し出るが説得され、撮影を続行した。
変化のある作品を作りたかった深作は、これまで主君の無念を晴らす赤穂浪士と吉良家の対立による仇討ちと描写されてきた物語を単なる美談調の展開にせず、「公儀への反逆」と認識する幕府、討ち入りから脱落してゆく浪士や死にゆく者など、全編をドキュメンタリータッチに演出した。また、討ち入りのシーンでは、不破数右衛門（千葉真一）と小林平八郎（渡瀬恒彦）のアクション感高い一騎討ちでドラマを盛り上げた。

## 評価
『柳生一族の陰謀』の半分にも満たない興行成績に終わった。
本作で渡瀬恒彦が第52回キネマ旬報ベスト・テン、第21回ブルーリボン賞、第3回報知映画賞で助演男優賞を受賞した（『事件』との連名）。
錦之介の意向を汲んで仕上げられた本作の製作は、深作にとって窮屈さを感じる不本意なもので、深作は16年後の1994年に再び忠臣蔵を題材にした映画『忠臣蔵外伝 四谷怪談』を作った。

## ネット配信
YouTubeの「東映時代劇YouTube」チャンネル登録者15万人突破を記念して、2022年4月3日19:00から同年同月10日23:59まで期間限定無料配信が行われた。